# Liam Fontaine
Liam Vaughan Henry Fontaine (Beckenham, 7 gennaio 1986) è un ex calciatore inglese, di ruolo difensore.

## Carriera
Ha giocato nella prima divisione scozzese e nella seconda divisione inglese.

## Palmarès

### Club

#### Competizioni nazionali
- Coppa di Scozia: 1

Hibernian: 2015-2016
- Scottish Championship: 2

Hibernian: 2016-2017
Ross County: 2018-2019
- Scottish Challenge Cup: 1

Ross County: 2018-2019